# Luc Déry
Pour les articles homonymes, voir Déry.
Luc Déry est un producteur de cinéma québécois originaire de Gatineau dans la région de l'Outaouais. Il œuvre au sein de sa propre compagnie, micro_scope, fondée en 2002 et basée à Montréal.

## Biographie
Luc Déry commence sa carrière en distribution, occupant notamment le poste de vice-président aux acquisitions et à la distribution en salle pour Malofilm.  Depuis 1997, Luc Déry se consacre à la production. À titre de producteur chez Qu4tre par Quatre Films, il produit avec Joseph Hillel les courts métrages Décharge de Patrick Demers, Mensonges de Louise Archambault et snooze de Stéphane Lafleur. Il y produit également les longs métrages La Moitié gauche du frigo de Philippe Falardeau et Un crabe dans la tête d’André Turpin, qui rafle sept prix Jutra, dont celui du meilleur film, en 2001. 
Il fonde micro_scope en 2002 et y produit les films A problem with fear (Gary Burns (en)), Tiresia (Bertrand Bonello), Familia (Louise Archambault), Congorama (Philippe Falardeau), et Continental, un film sans fusil (Stéphane Lafleur).  Ces deux dernières œuvres méritent à Déry le prix Jutra du meilleur film deux années de suite, en 2007 et 2008.
En 2011, à titre de producteur, il accompagne le film Incendies de Denis Villeneuve à la cérémonie des Oscars, le film étant nommé pour l'Oscar du meilleur film en langue étrangère. La semaine précédant la cérémonie, il lançait le deuxième film du réalisateur Stéphane Lafleur En terrains connus.

## Filmographie
- 2000 : La Moitié gauche du frigo de Philippe Falardeau
- 2001 : Un crabe dans la tête d'André Turpin
- 2003 : Tiresia de Bertrand Bonello
- 2003 : A Problem with Fear de Gary Burns (en)
- 2005 : Familia de Louise Archambault
- 2006 : Congorama de Philippe Falardeau
- 2007 : Continental, un film sans fusil de Stéphane Lafleur
- 2008 : C'est pas moi, je le jure ! de Philippe Falardeau
- 2010 : Incendies de Denis Villeneuve
- 2011 : En terrains connus de Stéphane Lafleur[1]
- 2011 : Monsieur Lazhar de Philippe Falardeau
- 2020 : Mon année à New York (My Salinger Year) de Philippe Falardeau
- 2021 : Les Oiseaux ivres de Ivan Grbovic (en)
- 2022 : Viking de Stéphane Lafleur

## Nominations / récompenses

### Prix
- 2002 : prix Jutra du meilleur film pour Un crabe dans la tête d'André Turpin.
- 2006 : CFTPA Producer of the Year Award.
- 2007 : prix Jutra du meilleur film pour Congorama de Philippe Falardeau.
- 2008 : prix Jutra du meilleur film pour Continental, un film sans fusil de Stéphane Lafleur.

### Nominations
- 2011 : nomination à l'Oscar du meilleur film en langue étrangère pour Incendies de Denis Villeneuve.

## Anecdotes
À ne pas confondre avec Luc Déry, scénariste de Camping sauvage.